# Mimosa polydactyla
Mimosa polydactyla är en ärtväxtart som beskrevs av Carl Ludwig von Willdenow. Mimosa polydactyla ingår i släktet mimosor, och familjen ärtväxter. Inga underarter finns listade i Catalogue of Life.